# پوروو ۱۷۵۷
سیارک ۱۷۵۷ (به انگلیسی: 1757 Porvoo، نامگذاری:1939FC) هزار و هفتصد و پنجاه و هفتمین سیارک کشف شده است که در ۱۷ مارس ۱۹۳۹ کشف شد.
قدر مطلق سیارک برابر ۱۳٫۳۶ است.